# خدمه خرابکار (فیلم ۱۹۶۸)
خدمه خرابکار یا غارتگران (به انگلیسی: The Wrecking Crew) یک فیلم جاسوسی کمدی آمریکایی محصول سال ۱۹۶۸ به کارگردانی فیل کارلسون و با نقش‌آفرینی دین مارتین در نقش مت هلم به همراه الکه زومر ، نانسی کوان ، تینا لوئیس و شارون تیت است. این چهارمین و آخرین فیلم از سری فیلم‌های مت هلم است و بر اساس رمانی به همین نام اثر دونالد همیلتون ساخته شده است.
در این فیلم تعدادی از کشتی‌گیران ، بوکسورها و ورزشکاران کاراته از جمله ویلهلم فون هامبورگ ، پیپر مارتین ، جو گری ، جو لوئیس ، اد پارکر و چاک نوریس (در نخستین نقش‌آفرینی خود) در نقش‌های کوچک و کم‌اهمیت ظاهر می‌شوند.
بروس لی نیز با اینکه در این فیلم در جلوی دوربین ظاهر نمی‌شود ، اما به عنوان "مشاور کاراته" (رقصنده) برای صحنه های جنگ همکاری می‌کند.